# Los Montes

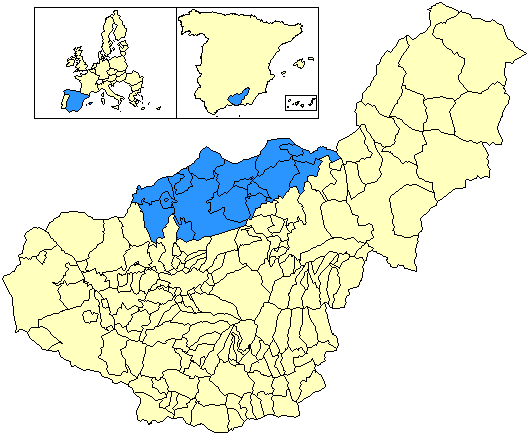
Comarca de Los Montes

Bandera

Los Montes de Granada són una extensa comarca muntanyenca que s'estén en el límit nord de la província de Granada, en la solana de la serres subbètiques, sobre una franja de més de 2.000 km² compresa entre la Serra de Loja (O) i el Passadís de Pozo⊅ Alcón (E). Limita al nord amb la província de Jaén, a l'est amb la Vall del Guadiana menor i Passadís de Pozo Alcón, al sud amb la Vall del Genil i a l'oest amb la carretera de Còrdova. Es tracta d'una unitat geogràfica ben diferenciada, amb predomini de la muntanya mitjana. La comarca de les Forests Orientals està situada en la part nord-oriental, ocupant una mica més de 1.400 km², que s'estenen des dels rius Fardes i Guadiana Menor fins al riu Frailes. El seu principal sistema muntanyenc, situat a l'Est, és Sierra Arana, un doble alineament calcari anticlinal de 30 km de longitud, amb una altitud mitjana de 1.200 msnm, sent la seva cota més alta és el Turó o Penyal de la Cruz, amb 2.030 msnm.

## Municipis
- Alamedilla
- Alicún de Ortega
- Benalúa de las Villas
- Campotéjar
- Colomera
- Dehesas de Guadix
- Dehesas Viejas
- Deifontes
- Domingo Pérez de Granada
- Gobernador
- Guadahortuna
- Iznalloz
- Montejícar
- Montillana
- Morelábor
- Pedro Martínez
- Píñar
- Torre-Cardela
- Villanueva de las Torres.

Se subdivideix en la subcomarca d'Iznalloz (capital comarcal), en la zona de transició amb la part occidental, i la subcomarca de Pedro Martínez més cap a l'Est. Destaca un paisatge dominat pels pujols amb agricultura tradicional, amb herbacis majorment, juntament amb la muntanya i algunes llomes amb vegetació natural i repoblada, encara que també conreades (sobretot cap a l'Oest, on apareix un nombre més gran de cultius lenyosos). Existeixen igualment algunes planes irrigades (rius Cubillas i Guadahortuna).
Tots els nuclis de població de la comarca es troben per sobre dels 630 msnm i 14 d'ells superen els 1.000. La mitjana és de 942,2; sent Villanueva de las Torres qui s'assenta sobre menor altura (633 m) i Torre Cardela (1.217) la qual ho fa sobre la major. D'acord amb el seu relleu i la proximitat del mar, compta amb un clima mediterrani-continental, que presenta elements d'influència mediterrània semblants a zones com la llevantina, juntament amb altres més propis de l'altiplà central. Es produeixen hiverns llargs i freds i, en l'extrem, estius igualment llargs i calorosos. Les precipitacions són escasses (menys de 600 l) i de distribució desigual, descendint d'oest a est: 700 mm/any a Iznalloz, 300 mm/any a Pedro Martínez. La temperatura mitjana anual és de 15 °C, oscil·lant entre els 6 a 7 °C al gener i els gairebé 26 °C de mitjana al juliol.